# Piet van Heerden
Pieter (Piet) van Heerden (Schoten (Haarlem), 2 januari 1924 – Haarlem, 19 oktober 1996) was een Nederlands beeldend kunstenaar. Hij maakte beelden en schilderijen.

## Biografie
Piet van Heerden begon als schilder. Hij heeft schilderles gehad van H.F. Boot, zoals anderen van de Haarlemse School, onder wie Kees Verwey. Hij trok op met Haarlemse kunstenaars als Frans Verpoorten, Wim Steijn, Frans Funke. Begin jaren 50 woonde hij met vrouw en kind in "Het Paradijsje" samen met Anton Heijboer, diens vrouw Puck en zoontje Andries Heijboer. Hij zat na de oorlog als een van de eersten in de Beeldende Kunstenaars Regeling ("contraprestatie") in Haarlem, in eerste instantie als schilder. Hij was lid van Teisterbant.
Eind jaren 50 liet hij het schilderen achter zich en ging beeldhouwen. In die discipline is hij autodidact.
Vele vrouw-figuren, paarden, spelende kinderen in brons zijn in particuliere collecties vertegenwoordigd.
Zijn kracht lag voornamelijk in het kleine formaat. Befaamd bij collega's en kenners is het patina op zijn sculpturen.
Daarnaast heeft hij ook grote beelden voor de openbare ruimte gemaakt.
In 2005 is een publicatie verschenen over leven en werk van Piet van Heerden.
In zijn woonplaats Haarlem is in de binnenstad naar hem het Piet van Heerdenplein vernoemd, alwaar een beeld Paard uit 1982 is geplaatst.

## Beelden in de openbare ruimte
In verscheidene plaatsen in Nederland staan beelden van Van Heerden:
- Staande vrouw, Alphen a/d Rijn
- Paardje, Alphen a/d Rijn
- Danseres, 's-Gravenzande (Heenweg)
- Lientje van de hoek (meisje met springtouw), Bloemendaal
- Zittende vrouw, Bloemendaal
- Vrouw, Vijverlaan, Haarlem
- Vrouw bij water, in tuin van Spaarne Gasthuis, Boerhaavelaan, Haarlem-Zuid (1987)
- Paard, Piet van Heerdenplein, Haarlem (beeld uit 1982)

- Biografisch Portaal: 92250736
- International Standard Name Identifier: 0000 0004 5285 4729
- Nederlandse Thesaurus van Auteursnamen: 391025864
- RKD-Nederlands Instituut voor Kunstgeschiedenis: 36877
- Virtual International Authority File: 317290872